# Walafrida zeyheri
Walafrida zeyheri là một loài thực vật có hoa trong họ Huyền sâm. Loài này được Rolfe miêu tả khoa học đầu tiên.